# Ctenotus euclae
Ctenotus euclae (клиноротий гребневухий сцинк) — вид сцинкоподібних ящірок родини сцинкових (Scincidae). Ендемік Австралії.

## Поширення і екологія
Клинороті гребневухі сцинки поширені на території Західної і Південної Австралії на узбережжі Великої Австралійської затоки. Вони живуть на луках і в чагарниках, що ростуть на білих прибережних пісках.